# ベア級カッター
ベア級カッター（ベアきゅうカッター、英語: Bear-class cutters）は、アメリカ沿岸警備隊の中距離用カッター（英語: Medium Endurance Cutter, WMEC）の艦級。本級の艦名は、いずれも著名なカッターからとられていることから、ジェーン海軍年鑑やアメリカ海軍協会（USNI）ではフェイマス型（Famous-class）と称される。1977年度計画で建造が開始され、1983年より13隻が順次に就役した。

## 来歴
本級はもともと、1930年代に建造されたトレジャリー型の更新用として計画された。1977～1979年度計画で2隻ずつ、1980年度計画で3隻、1981年度計画で1隻、1982年度計画で3隻が発注された。このうち、1979年度以降の建造分については、1980年8月29日に一度はタコマ造船所が受注したものの、デレクター造船所が不服を訴えて提訴したことから、1981年1月17日に同造船所が受注し直す騒ぎとなり、計画の遅延を来した。

## 設計
船型は長船首楼型を採用した。大西洋の過酷な海況でも活動できることが求められたことから、L/B比が類を見ないほど小さい幅広の船体となっている。ただし排水量のわりに過積載であり、当初は耐航性に問題があり、青波による破損を避けるため、31番砲は0.76メートル嵩上げされた。また減揺装置としてフィンスタビライザーを後日装備している。
主機としては、リライアンス級（210フィート級）の後期建造艦と同系統で、気筒数をV型18気筒に増やしたアルコ18V-251ディーゼルエンジンを搭載した。
電源としてはキャタピラーD398ディーゼルエンジンを原動機とするKATO社製の発電機（出力475キロワット）3基を備えている。

## 装備
本級は、沿岸警備隊の艦艇としては初めて、建造された当初より統合された指揮管制システムを備えており、戦術情報処理装置としてSCCS-270（Shipboard Command Control System）、統合化船橋システムとしてCOMDAC（Command Display and Control）を備えている。SCCS-270はJMCISの技術に準拠して、フリゲート統合艦載戦術システムと同様に民生用のコンピュータを利用して構築されている。武器管制機能とは連接されていないものの、リンク 11による戦術データ・リンクに対応するほか、1992年より、海軍の衛星通信システムであるOTCIXSにも対応した。
艦砲としては、艦首に62口径76mm単装速射砲（Mk.75; オート・メラーラ 76mmコンパット砲）を装備し、Mk.92 mod.1 砲射撃指揮装置による管制を受けた。これは1973年度計画より建造を開始した海軍のオリバー・ハザード・ペリー級ミサイルフリゲートに準じた構成であり、後にはより大型のハミルトン級カッターにも近代化改装の際に搭載された。また近距離用として、小火器用のピントルマウント6ヶ所が配置されており、M2 12.7mm機銃またはMk.19 40mm自動擲弾銃を搭載できる。
電子戦装備としては、電子戦支援用としてAN/SLQ-32(V)1電波探知装置（後に(V)2に更新）、電子攻撃用としてMk.137 6連装デコイ発射機2基を備えている。
船楼甲板後半部はヘリコプター甲板とされており、伸縮式の格納庫には中型ヘリコプター1機を収容できる。なお本級は、ヘリコプターの搭載能力を持つ唯一の中距離カッターであった。
また、有事にはファランクス 20mmCIWSとハープーン艦対艦ミサイル（SSM）の4連装発射筒2基を搭載する余地が確保されていた。固有の対潜兵器は備えられていないものの、航空艤装はSH-60B LAMPS Mk.IIIヘリコプターの運用に対応可能であった。このことから、1988年には、「エスカナーバ」にAN/SQR-18戦術曳航ソナー（TACTASS）とLAMPS用データ・リンク、AN/SQR-17ソナー情報処置装置が搭載され、対潜護衛艦としての改装・運用試験が行われた。ただし冷戦終結を受けて、これらの追加武装の計画は放棄されたものと見られている。

## 同型艦
| #        | 艦名                                 | 起工       | 就役       | 母港         |
| -------- | ------------------------------------ | ---------- | ---------- | ------------ |
| WMEC-901 | ベア USCGC Bear                      | 1979年8月  | 1983年2月  | ポーツマス   |
| WMEC-902 | タンパ USCGC Tampa                   | 1980年4月  | 1984年3月  | ポーツマス   |
| WMEC-903 | ハリエット･レーン USCGC Harriet Lane | 1980年10月 | 1984年9月  | ポーツマス   |
| WMEC-904 | ノースランド USCGC Northland         | 1981年4月  | 1984年12月 | ポーツマス   |
| WMEC-905 | スペンサー USCGC Spencer             | 1982年6月  | 1986年6月  | ボストン     |
| WMEC-906 | セネカ USCGC Seneca                  | 1982年9月  | 1987年5月  | ボストン     |
| WMEC-907 | エスカナーバ USCGC Escanaba          | 1983年4月  | 1987年8月  | ボストン     |
| WMEC-908 | タホーマ USCGC Tahoma                | 1983年6月  | 1988年4月  | キタリー     |
| WMEC-909 | キャンベル USCGC Campbell            | 1984年8月  | 1988年8月  | キタリー     |
| WMEC-910 | セティス USCGC Thetis                | 1984年8月  | 1989年6月  | キーウェスト |
| WMEC-911 | フォワード USCGC Forward             | 1986年7月  | 1990年8月  | ポーツマス   |
| WMEC-912 | リガーレ USCGC Legare                | 1986年7月  | 1990年8月  | ポーツマス   |
| WMEC-913 | モホーク USCGC Mohawk                | 1987年6月  | 1990年3月  | キーウェスト |

なお、中華民国の海巡署は、本級の設計を元に、艦載機運用能力とバーターで高速艇4隻を搭載した巡視船として1,800t型巡防救難艦を建造しており、「和星」（CG101 Ho Hsing）、「偉星」（CG102 Wei Hsing）の2隻を配備している。